# Třída Pegaso
Třída Pegaso byla třída torpédovek Italského královského námořnictva z éry druhé světové války. Kombinovala vlastnosti torpédovky a eskortního torpédoborce. Celkem byly postaveny čtyři jednotky třídy. Za války byly dvě potopeny. Ostatní byly v 50. letech přestavěny na protiponorkové fregaty. Vyřazeny byly do roku 1965.

## Stavba
V zásadě se jednalo o zvětšenou verzi třídy Spica, která měla sloužit zejména ve funkci eskortních torpédoborců. Proto měla zvětšený dosah, ale zároveň slabší pohonný systém a nižší rychlost. Oproti předcházející třídě nesly více než dvojnásobek paliva. Velmi slabá byla jejich protiletadlová výzbroj. Celkem byly postaveny čtyř jednotky této třídy.
Jednotky třídy Pegaso:
| Jméno    | Loděnice     | Zahájení stavby | Spuštěna         | Přijetí do služby | Osud |
| -------- | ------------ | --------------- | ---------------- | ----------------- | --- |
| Pegaso   | BSN, Neapol  | 1936            | 8. prosince 1936 | březen 1938       | Dne 11. září 1943 potopena na Mallorce vlastní posádkou, aby nebyla po italské kapitulaci ukořistěna Němci. |
| Procione | BSN, Neapol  | 1936            | 31. ledna 1937   | březen 1938       | Dne 9. září 1943 potopena v La Spezia vlastní posádkou, aby nebyla po italské kapitulaci ukořistěna Němci.  |
| Orione   | CNR, Palermo | 1936            | 21. dubna 1937   | březen 1938       | Vyřazena 1965.                                                                                              |
| Orsa     | CNR, Palermo | 1936            | 21. března 1937  | březen 1938       | Vyřazena 1964.                                                                                              |

## Konstrukce
Hlavňovou výzbroj představovaly dva 100mm kanóny a čtyři dvojité 13,2mm kulomety. Dále byly neseny dva trojité 450mm torpédomety. K ničení ponorek sloužilo šest vrhačů hlubinných pum. Pohonný systém tvořily dva tříbubnové kotle a dvě parní turbíny Tosi o výkonu 16 000 shp, pohánějící dva lodní šrouby. Nejvyšší rychlost dosahovala 28 uzlů. Dosah byl 5000 námořních mil při rychlosti 14 uzlů.

### Modernizace
Za války byly původní 13,2mm kulomety nahrazeny osmi až jedenácti 20mm kanóny. Obě válku přeživší plavidla byla přestavěna na rychlé protiponorkové korvety. Orione v letech 1953–1954 a Orsa v letech 1954–1955. Výrazně byla upravena nástavba a plavidla byla vybavena novými radary a sonarem. Novou výzbroj představoval jeden 100mm kanón, čtyři 40mm kanóny a jeden salvový vrhač hlubinných pum Hedgehog. Neseno mohlo být až 20 min. Roku 1958 byl 100mm kanón nahrazen dvěma dalšími 40mm kanóny.